# 济特赛姆
济特赛姆（法語：Zittersheim，发音：[zitəʁsaim] 或 [t͡sitəʁsaim]）是法国下莱茵省的一个市镇，属于萨韦尔讷区和英维莱尔县（Ingwiller）。该市镇总面积7.92平方公里，2009年时的人口为267人。

## 人口
济特赛姆人口变化图示